# Конгруэнтное число

Треугольник с площадью 6, конгруэнтное число.

Конгруэ́нтное число — натуральное число, равное площади прямоугольного треугольника со сторонами, длины которых выражаются рациональными числами.
Более общее определение включает все положительные рациональные числа с этим свойством.
Конгруэнтные числа образуют последовательность
5, 6, 7, 13, 14, 15, 20, 21, 22, 23, 24, 28, 29, 30, 31, 34, 37, 38, 39, 41, 45, 46, 47, 52… (последовательность A003273 в OEIS)
| Таблица конгруэнтного числа: n ≤ 120                                                                        | Таблица конгруэнтного числа: n ≤ 120                                                                        | Таблица конгруэнтного числа: n ≤ 120                                                                        | Таблица конгруэнтного числа: n ≤ 120                                                                        | Таблица конгруэнтного числа: n ≤ 120                                                                        | Таблица конгруэнтного числа: n ≤ 120                                                                        | Таблица конгруэнтного числа: n ≤ 120                                                                        | Таблица конгруэнтного числа: n ≤ 120                                                                        | Таблица конгруэнтного числа: n ≤ 120                                                                        |
| —: неконгруэнтное число K: без квадрата Конгруэнтное число Q: Конгруэнтное число с квадратным коэффициентом | —: неконгруэнтное число K: без квадрата Конгруэнтное число Q: Конгруэнтное число с квадратным коэффициентом | —: неконгруэнтное число K: без квадрата Конгруэнтное число Q: Конгруэнтное число с квадратным коэффициентом | —: неконгруэнтное число K: без квадрата Конгруэнтное число Q: Конгруэнтное число с квадратным коэффициентом | —: неконгруэнтное число K: без квадрата Конгруэнтное число Q: Конгруэнтное число с квадратным коэффициентом | —: неконгруэнтное число K: без квадрата Конгруэнтное число Q: Конгруэнтное число с квадратным коэффициентом | —: неконгруэнтное число K: без квадрата Конгруэнтное число Q: Конгруэнтное число с квадратным коэффициентом | —: неконгруэнтное число K: без квадрата Конгруэнтное число Q: Конгруэнтное число с квадратным коэффициентом | —: неконгруэнтное число K: без квадрата Конгруэнтное число Q: Конгруэнтное число с квадратным коэффициентом |
| n | 1 | 2 | 3 | 4 | 5 | 6 | 7 | 8 |
| --- | --- | --- | --- | --- | --- | --- | --- | --- |
| | — | — | — | — | K | K | K | — |
| n | 9 | 10 | 11 | 12 | 13 | 14 | 15 | 16 |
| | — | — | — | — | K | K | K | — |
| n | 17 | 18 | 19 | 20 | 21 | 22 | 23 | 24 |
| | — | — | — | Q | K | K | K | Q |
| n | 25 | 26 | 27 | 28 | 29 | 30 | 31 | 32 |
| | — | — | — | Q | K | K | K | — |
| n | 33 | 34 | 35 | 36 | 37 | 38 | 39 | 40 |
| | — | K | — | — | K | K | K | — |
| n | 41 | 42 | 43 | 44 | 45 | 46 | 47 | 48 |
| | K | — | — | — | Q | K | K | — |
| n | 49 | 50 | 51 | 52 | 53 | 54 | 55 | 56 |
| | — | — | — | Q | K | Q | K | Q |
| n | 57 | 58 | 59 | 60 | 61 | 62 | 63 | 64 |
| | — | — | — | Q | K | K | Q | — |
| n | 65 | 66 | 67 | 68 | 69 | 70 | 71 | 72 |
| | K | — | — | — | K | K | K | — |
| n | 73 | 74 | 75 | 76 | 77 | 78 | 79 | 80 |
| | — | — | — | — | K | K | K | Q |
| n | 81 | 82 | 83 | 84 | 85 | 86 | 87 | 88 |
| | — | — | — | Q | K | K | K | Q |
| n | 89 | 90 | 91 | 92 | 93 | 94 | 95 | 96 |
| | — | — | — | Q | K | K | K | Q |
| n | 97 | 98 | 99 | 100 | 101 | 102 | 103 | 104 |
| | — | — | — | — | K | K | K | — |
| n | 105 | 106 | 107 | 108 | 109 | 110 | 111 | 112 |
| | — | — | — | — | K | K | K | Q |
| n | 113 | 114 | 115 | 116 | 117 | 118 | 119 | 120 |
| | — | — | — | Q | Q | K | K | Q |

Например, 5 является конгруэнтным числом, поскольку оно является площадью треугольника со сторонами 20/3, 3/2 и 41/6. Таким же образом, число 6 является конгруэнтным, поскольку оно является площадью треугольника со сторонами 3,4 и 5. 3 не является конгруэнтным.
Если q является конгруэнтным числом, то s2q тоже является конгруэнтным для некоторого числа s (просто умножим каждую сторону треугольника на s), обратное тоже верно. Это приводит к наблюдению, что является ли ненулевое рациональное число q конгруэнтным числом, зависит только от его смежного класса в группе
{\displaystyle \mathbb {Q} ^{*}/\mathbb {Q} ^{*2}}.
Любой смежный класс в этой группе содержит в точности одно свободное от квадратов число, поэтому, когда говорят о конгруэнтных числах, имеют в виду только свободные от квадратов положительные целые числа.

## Задача о конгруэнтном числе
Площадь прямоугольного треугольника через катеты выражается так:
{\displaystyle S=ab/2}
Требование прямоугольности треугольника выражается так:
{\displaystyle a^{2}+b^{2}=c^{2}}

где a, b — катеты треугольника, c — его гипотенуза. Задача определения, является ли натуральное число S конгруэнтным, сводится к поиску рационального решения этой системы уравнений.

Задача определения, является ли данное целое число конгруэнтным, носит имя задача о конгруэнтном числе. Задача (к 2012) пока не решена. Теорема Таннела даёт простой критерий проверки для определения, является ли число конгруэнтным, но этот результат основывается на гипотезе Бёрча — Свиннертон-Дайера, которая не доказана.
Теорема Ферма о прямоугольном треугольнике, названная в честь Пьера Ферма, утверждает, что никакое квадратное число не может быть конгруэнтным. Однако, в виде утверждения, что любая разность (шаг) между последовательными членами арифметической прогрессии квадратов не является полным квадратом, этот факт был уже известен (без доказательства) Фибоначчи. Любой такой шаг прогрессии является конгруэнтным числом, и любое конгруэнтное число является произведением шага прогрессии на квадрат рационального числа. Однако определение, является ли число шагом прогрессии квадратов, является существенно более простой задачей, поскольку существует параметрическая формула, в которой необходимо проверить лишь конечное число значений параметров.

## Связь с эллиптическими кривыми
Вопрос, является ли данное число конгруэнтным, оказывается эквивалентен условию, что некоторая эллиптическая кривая имеет положительный ранг. Альтернативный подход к идее представлен ниже (и может быть найден во введении в работе Таннела).
Предположим, что a,b и c — числа (не обязательно положительные или рациональны), которые удовлетворяют следующим условиям:
{\displaystyle {\begin{matrix}a^{2}+b^{2}&=&c^{2}\\{\tfrac {1}{2}}ab&=&n.\end{matrix}}}
Положим x = n(a+c)/b и
y = 2n2(a+c)/b2.
Получим
{\displaystyle y^{2}=x^{3}-n^{2}x}
и y не равен 0 (если y = 0, то a = -c, так что b = 0, но (1/2)ab = n нулю не равно, противоречие).
Обратно, если x и y являются числами, удовлетворяющими уравнениям выше, и y не равен 0, положим
a = (x2 — n2)/y,
b = 2nx/y, и c = (x2 + n2)/y. Вычисления показывают, что эти три числа удовлетворяют двум уравнениям выше.
Соответствие между (a,b,c) и (x,y) обратимо, так что мы имеем взаимно-однозначное соответствие между решениями этих двух уравнений для a, b и c и решениями для x и y, где y не равен нулю. В частности, из формул для a, b и c следует, что для рационального n числа a, b и c рациональны тогда и только тогда, когда соответствующие x и y рациональны, и наоборот.
(Мы также получаем, что a, b и c положительны тогда и только тогда, когда x и y положительны. Из уравнения y2 = x3 — xn2 = x(x2 — n2) заметим, что если
x и y положительны, то x2 — n2 должно быть положительно, так что формула выше для a даст положительное число.)
Таким образом, положительное рациональное число n конгруэнтно тогда и только тогда, когда y2 = x3 — n2x имеет рациональную точку с неравным нулю y.
Можно показать (как изящное следствие теоремы Дирихле о простых числах в арифметической прогрессии), что только точки кручения этой эллиптической кривой имеют y, равное 0, откуда следует, что существование рациональных точек с ненулевым y эквивалентно утверждению, что эллиптическая кривая имеет положительный ранг.

## Современное состояние
Множество работ посвящено классификации конгруэнтных чисел.
Например, известно, что для простого числа p выполняется следующее:
- если p ≡ 3 (mod 8), то p не является конгруэнтным, но 2p является.
- если p ≡ 5 (mod 8), то p является конгруэнтным.
- если p ≡ 7 (mod 8), то p и 2p конгруэнтны.

Также известно, что в каждом из классов вычетов 5, 6, 7 (mod 8) и любого заданного k имеется бесконечно много свободных от нулей конгруэнтных чисел с k простыми множителями.